# Distrito de Šilalė
El distrito de Šilalė (lituano: Šilalės rajono savivaldybė) es un municipio-distrito lituano perteneciente a la provincia de Tauragė.
En 2017 tiene 23 848 habitantes en un área de 1188 km². Su capital es Šilalė.
Se ubica en el norte de la provincia, sobre la carretera A1.

## Subdivisiones
Se divide en 14 seniūnijos (entre paréntesis la localidad principal):
- Seniūnija de Bijotai (Bijotai)
- Seniūnija de Bilionys (Bilionys)
- Seniūnija de Didkiemis (Didkiemis)
- Seniūnija de Kaltinėnai (Kaltinėnai)
- Seniūnija de Kvėdarna (Kvėdarna)
- Seniūnija de Laukuva (Laukuva)
- Seniūnija de Pajūris (Pajūris)
- Seniūnija de Palentinis (Palentinis)
- Seniūnija de Šilalė Rural (Šilalė)
- Šilalė (seniūnija formada por la capital municipal)
- Seniūnija de Teneniai (Teneniai)
- Seniūnija de Traksėdis (Šilalė)
- Seniūnija de Upyna (Upyna)
- Seniūnija de Žadeikiai (Žadeikiai)